# Epic doom
L'epic doom, parfois appelé power doom, est un sous-genre musical qui est apparu à partir du milieu des années 1980 à la suite d'une influence réciproque des genres power metal et doom metal.

## Caractéristiques
Pour se distinguer du doom metal, l'epic doom présente de nombreuses caractéristiques qui sont plutôt attribuées au power metal. Un style de chant clair et aigu (parfois en falsetto), une production claire, l'utilisation de claviers ou de synthétiseurs pour créer le son de chœurs et d'instruments symphoniques, ainsi qu'une guitare dominante et moins distordue distinguent l'epic doom du doom metal classique des premiers représentants comme Black Sabbath, Pentagram, Black Widow ou Sorcery. La basse apparaît également de manière moins dominante,,.

« Bombastique et majestueux, l'epic doom exagère l'idée de base du power metal, et le ralentit jusqu'à la vitesse de l'escargot. »

— Wesley de Metal Observer
On rattache généralement ce style aux premières publications des groupes Candlemass et Solitude Aeturnus et on le décrit en fonction des caractéristiques musicales des deux groupes. On attribue parfois à Messiah Marcolin, le deuxième chanteur de Candlemass, une importance particulière dans le développement du genre.

« Le micro-magicien impressionnait par sa voix cristalline et aiguë, qui formait un contraste captivant avec le riffing metal lourd comme le plomb mais néanmoins mélodieux des Scandinaves. Les Américains Solitude Aeturnus se sont engagés dans une voie tout aussi épique, mais encore plus dépressive, avec In the Depth of Sorrow (1991). Ici aussi, c'est le chant qui marque le groupe de son empreinte : le vocaliste Rob Löwe [sic] n'a pas besoin de passages hymniques pour entraîner les fans - rien que par l'expressivité et la passion de sa voix claire, il transmet le sentiment de tristesse et de douleur. »

— Thorsten Zahn et Petra Schurer
Le contenu et donc le lyrisme de l'epic doom se concentre principalement sur un ensemble de thèmes liés à la mythologie et au fantastique.

## Histoire

### Précurseurs

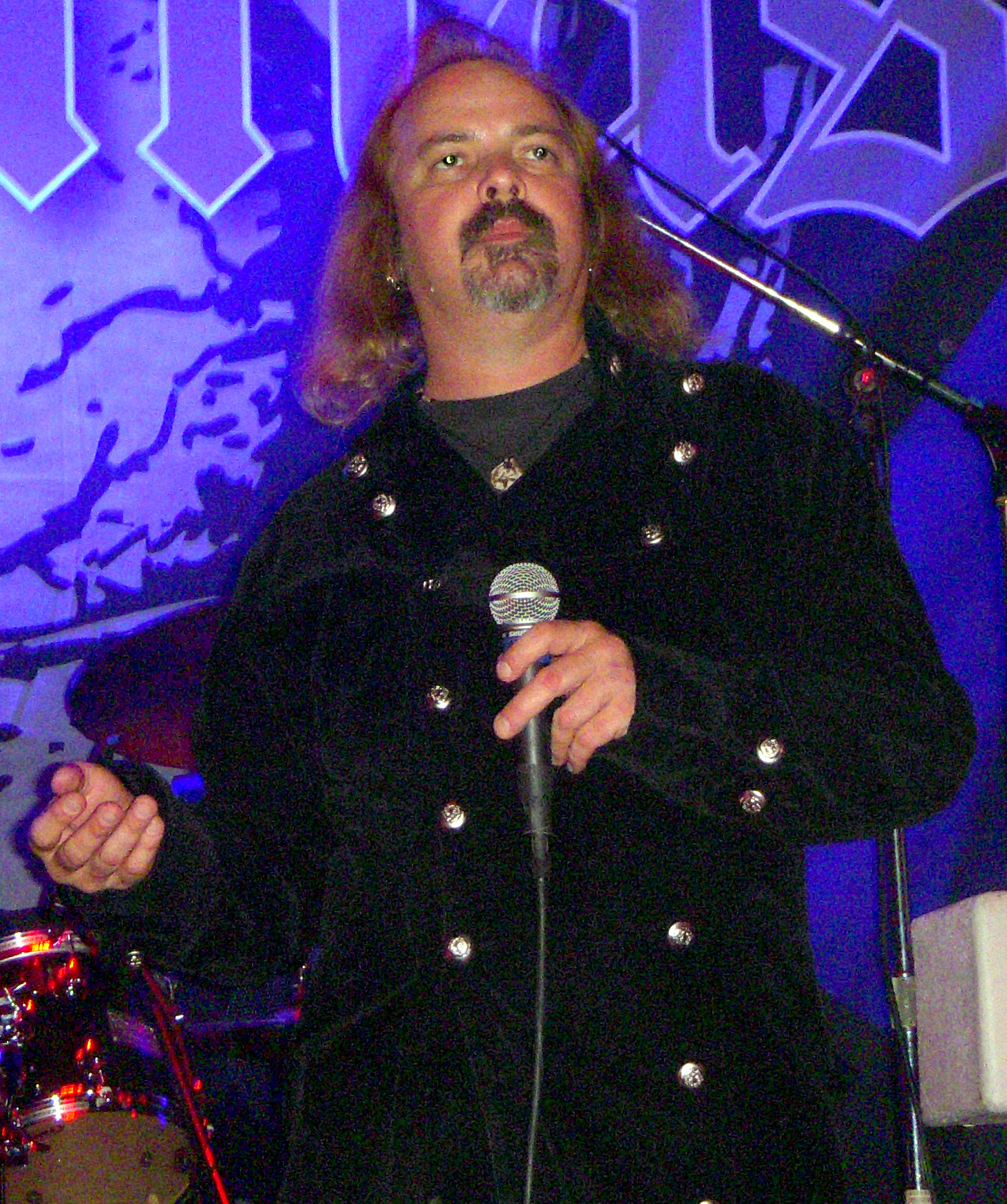
Robert Lowe a chanté pour Solitude Aeturnus et plus tard pour Candlemass.

Avant même que Candlemass ne donne un nom et une orientation au genre avec son premier album, quelques rares groupes de doom metal jouaient avec les liens du NWoBHM, en particulier les fondateurs du genre Black Sabbath ont posé une première pierre pour l'epic doom après leur séparation d'Ozzy Osbourne. Après que Black Sabbath se soit déjà éloigné de plus en plus des éléments du blues rock entre 1975 et 1978, toujours avec Ozzy Osbourne, et ait tenté de perfectionner sa sonorité, le groupe a anticipé des aspects essentiels de l'epic doom après le changement de chanteur et les nouveaux enregistrements avec Ronnie James Dio.

« Heaven and Hell marque une véritable étape par son son [...] et le mélange des riffs typiques d'Iommi avec une accentuation plus forte des moments épiques allait définitivement marquer la suite de l'histoire du metal. Mais aussi celle du doom. »

— Fierce
Pagan Altar, qui jouit d'un statut culte dans les cercles de tape trading des années 1980 et 1990, est considéré comme un autre précurseur du genre avec son premier album, Volume 1. En 1982, Pagan Altar utilisa presque toutes les caractéristiques attribuées plus tard à l'epic doom, mais resta dans un premier temps sans contrat d'enregistrement et ne put donc gagner en popularité que par le biais de cassettes démo.

### Naissance du genre
Au début des années 1980, certains interprètes de heavy metal, à l'encontre des styles de jeu plus populaires à l'époque que sont le speed metal et la new wave of British heavy metal, s'inspirent de Pentagram et de Black Sabbath, notamment en termes de tempo et de style de jeu. A côté d'interprètes comme Witchfinder General, Trouble, Saint Vitus ou The Obsessed, le groupe suédois Candlemass a sorti en 1986 son premier album Epicus Doomicus Metallicus, qui a marqué le doom épique. Quelques années plus tard, des groupes correspondant au style de l'album se sont formés, principalement en Europe. Outre Forsaken et While Heaven Wept, les Texans Solitude Aeturnus ont également sorti leur premier album Into the Depths of Sorrow en 1991, ce qui a contribué à la popularité du genre. Solitude Aeternus a ajouté au son influencé par Candlemass la technique du jeu de double basse, inhabituelle dans le doom metal. En conséquence, on a attribué au groupe dans les années 1990 la capacité de « mêler habilement la puissance paresseuse et visqueuse du doom metal avec des éléments de metal moderne ».
Depuis, le genre est actif et fait partie des plus populaires du doom metal, tout en restant principalement dominé par les Européens,,. 